# 河田槌太郎
河田 槌太郎（かわだ つちたろう、1889年（明治22年）8月20日 - 1964年（昭和39年）2月12日）は、日本の陸軍軍人。最終階級は陸軍中将。

## 経歴
北海道上川郡東旭川村（現旭川市東旭川町）出身。1911年（明治44年）5月、陸軍士官学校（23期）を卒業。同年12月、歩兵少尉に任官。
1936年（昭和11年）5月、支那駐屯軍高級副官となり日中戦争に出征。1937年（昭和12年）8月、歩兵大佐に昇進し北支那方面軍高級副官に転じた。1938年（昭和13年）3月、歩兵第44連隊長に就任し満州に赴任。1940年（昭和15年）3月、陸軍少将に進級し独立混成第10旅団長となり、済南に駐屯し再び日中戦争に従軍した。
1941年（昭和16年）7月、近衛混成旅団長に転じた。1943年（昭和18年）6月、近衛第2師団兵務部長に就任。第16独立守備隊長を経て、1943年11月、独立混成第26旅団長となり、スマトラ島の守備を担った。1944年（昭和19年）6月、陸軍中将に進み、同年7月、罷免された佐藤幸徳前師団長と交代し第31師団長に就任。イラワジ会戦などで苦戦を強いられた。
1947年（昭和22年）11月28日、公職追放仮指定を受けた。

## 栄典
勲章
- 1944年（昭和19年）8月15日  - 勲一等瑞宝章[2]

## 著作
- 河原六蔵・大塚雅彦編『イラワジ河河畔会戦』朝文社、1995年。